# The Truth (Bleeding Through)
The Truth è il quarto album dei Bleeding Through. È uscito il 10 gennaio 2006 con la pubblicazione di 2 singoli, Kill to Believe e Love in Slow Motion, accompagnati dai rispettivi video.

## Tracce
1. For Love And Failing – 3:33
2. The Confession – 2:39
3. Love in Slow Motion – 4:35
4. The Painkiller – 2:36
5. Kill to Believe – 3:57
6. Dearly Demented – 5:22
7. Line in the Sand – 4:09
8. She's Gone – 1:31
9. Tragedy of Empty Streets – 2:57
10. Return to Sender – 4:20
11. Hollywood Prison – 2:52
12. The Truth – 4:17

## Formazione
- Brandan Schieppati - voce
- Scott Danough - chitarra
- Brian Leppke - chitarra
- Ryan Wombacher - basso
- Derek Youngsma - batteria
- Marta Peterson - tastiere